# 伯遠
汤浩（1993年2月11日—），艺名伯远，中國大陸男藝人、唱跳歌手，出生於中國貴州省貴陽市，所属經紀公司為白色系文化傳媒（上海）有限公司。曾為男子偶像組合ZERO-G成員兼副隊長及國際男子唱演組合INTO1成員兼副隊長，2023年4月25日開始以個人歌手身份活動，發佈多首單曲及個人首張EP《BOYUAN》並完成首輪个人巡演。
伯遠於2019年1月12日參加愛奇藝偶像男團競演養成類真人秀節目《青春有你 (第一季)》，最終排名獲得第34名，未能成團。後來2021年2月17日參加騰訊視頻偶像男團競演養成類真人秀節目《創造營2021》，並於4月24日最終排名獲得第7名，成為限定男團「INTO1」成員。于2023年4月24從「INTO1」畢業。
以solo歌手身份活動的第一年，伯遠先後參加了《天賜的聲音 (第四季)》和《披荆斩棘 (第三季)》，並于後者一路晉級總決賽，加入披荊斬棘第三代唱演家族。
伯遠于2023年開啟「超進化」個人全國巡迴演唱會，首輪巡演城市為寧波、天津、青島等。

## 經歷
伯远出生于贵州省贵阳市，大学毕业后开始做練習生。2016年签约白色系文化传媒，成为男团ZERO-G成员及副队长。2019年1月12日參加愛奇藝偶像男團競演養成類真人秀節目《青春有你 (第一季)》，最終排名獲得第34名，未能成團。2021年2月17日，參加騰訊視頻偶像男團競演養成類真人秀節目《創造營2021》。。3月13日，參演《創造營2021》主題曲的舞台版MV。4月24日，以最終排名獲得第7名的成績，成為國際化男子偶像組合INTO1成員及副隊長。
2023年4月25日，伯遠開始以solo歌手身份活動，開啟「超進化」和「超越形態」二輪個人巡演。參加音樂綜藝《天賜的聲音 (第四季)》，競演綜藝《披荆斩棘 (第三季)》，美食探秘綜藝《“食”萬八千裡》，自駕旅行綜藝《向山海出發》等。

## 音樂作品

### 首張個人EP《BOYUAN》
《BOYUAN》是伯遠畢業後的第一張個人EP， 也是他不斷對自我的探索和突破。 「伯遠」，是他被大家認識的開始。 以「BOYUAN」命名第一張專輯， 是對過去的總結，也是一個全新的啟程。 從與「夢」相識， 到不斷進化， 再到成為圍繞舞臺旋轉的那顆星， 分別在伯遠走過的每一步貼上屬於他獨一無二的標簽。 這一路，少年在音樂中找尋自己，完成自己的每一段人生。 超進化，只為成為理想中的自己。 所以，即便你我都如這浩瀚宇宙裏的一粒塵埃，伯遠也堅信能依靠勇氣終能這在無邊的天際裏，找到屬於自己的軌跡。 哪怕會遇到挑戰，也願意為之努力； 哪怕會面對黑暗，也能抓住屬於自己的光； 哪怕是在貧瘠的土地裏，也會開出屬於自己的富貴花。
發行時間：2023-08-15

唱片公司：銀河方舟 StarNation
| 曲序 | 曲目     |                              | 作曲                                        | 编曲                                        | 备注   | 时长 |
| ---- | -------- | ---------------------------- | ------------------------------------------- | ------------------------------------------- | ------ | ---- |
| 1.   | 橘子罐頭 | 中文詞：伯遠 Spencer William | 胡臻@混核基音 Charlie Bryce Spencer William | 胡臻@混核基音 Charlie Bryce Spencer William | 先行曲 | 2:53 |
| 2.   | 超進化   | 伯遠                         | 朴秀石                                      |                                             |        | 3:41 |
| 3.   | 照亮自己 | 伯遠/鄒明瑞                  | 王硝                                        | 王硝/董瑞                                   |        | 3:59 |

### 畢業季EP《遇見和告別》
提起【遇見】你會想到什麼？

是盛夏清晨的蟬鳴，還是有漫天星光夜晚的操場；

是穿著校服的燦爛面龐，還是明媚陽光下的教室：

是青春氣息的開學典禮，還是烈日炎炎下的軍訓；

……

提起【告別】你會想到什麼？

是空無一人的教室，還是大聲的、一遍又喊著的「再見」；

是拋在空中的學士帽，還是熬過日日夜夜完成的畢業論文；

是拖著行李的背影，還是關上的、再也沒有機會打開的門鎖。

六月，風裡都充滿著夏天的味道，藍天、微風、蟬鳴，青澀懵懂、陽光單純的少女少年們，總是為著作業發愁，總是有很多疑問，總是急著長大，殊不知今後經歷的每一個夏天，沒有哪一個，會如今夏。

告別了美好的校園時光，遇見了新的期望，充滿著對未來憧憬和暢想，也對未來的一切感到迷茫；

帶著回憶，帶著遺憾、帶著想念、帶著赤忱，向前大步走吧，不要怕，前路漫漫亦燦燦。

發行時間：2024-05-31

唱片公司：華聲時代
| 曲序 | 曲目           |             | 作曲        | 编曲             | 备注               | 时长 |
| ---- | -------------- | ----------- | ----------- | ---------------- | ------------------ | ---- |
| 1.   | 遇見和告別     | 趙楠        | 梨脆脆      | 陳宇威@壹橙Music |                    | 3:39 |
| 2.   | 發光的海       | Jelly傑蘇爾 | Jelly傑蘇爾 | Nigh7@Soulfresh  |                    | 3:26 |
| 3.   | 讓故事寫成我們 | 胡静宜      | 孙长磊_Sun  | 张锦亮           | 2025新歌分享會首唱 | 2:38 |

### 第二張個人EP《三聲》
第一聲，不忍擾她的淺吟低唱； 

第二聲，傷口與勳章的交響； 

第三聲，浮沈三生後的閒散。 

處處回響、聲聲動人， 

三生中的三聲，具象別真。 

發行時間：2024-12-23

| 曲序 | 曲目 |                                     | 作曲                                | 编曲      | 製作人 | 时长 |
| ---- | ---- | ----------------------------------- | ----------------------------------- | --------- | ------ | ---- |
| 1.   | 她   | 譚淇尹                              | 譚淇尹                              | 王壹      | 楊檸豪 | 3:34 |
| 2.   | 踏   | 伯远/刘雍洋/谭淇尹/王硝/陈梓荣/董瑞 | 伯远/刘雍洋/谭淇尹/王硝/陈梓荣/董瑞 | 苟音/王硝 | 苟音   | 4:00 |
| 3.   | 嗒   | 谭淇尹                              | 陳梓榮/苟音                         | 苟音      | 苟音   | 3:38 |

### 單曲
| 发行日期   | 歌曲名称         | 备注                                                       |
| 2020-10-15 | 秋天的第一杯奶茶 | 第一首個人單曲                                             |
| 2021-11-30 | 那麼驕傲         | 翻唱，騰訊音樂娛樂特別企劃「返場」之「華語金曲：10 20 30」 |
| 2022-04-06 | 特別的花         | 騰訊音樂公益計劃“如果音樂有形狀”，公益專輯《星河交響曲》   |
| 2022-07-27 | 肆意生長         | 騰訊音樂娛樂x雪碧 夏日限定酷爽單曲                         |
| 2022-07-30 | 超越極限的少年   | 《超神靈主》動態漫畫主題曲，2022年12月27日發佈MV           |
| 2022-08-16 | 彩虹一话         | 電視劇《追著彩虹的我們》插曲                               |
| 2022-08-26 | 求愛復刻版       | 翻唱                                                       |
| 2023-06-05 | 同頻             | “我的節日我的歌”企劃之世界環境日                           |
| 2023-06-20 | 不是告別         | 《超神靈主》動態漫青春紀念曲                               |
| 2023-06-21 | 歲歲安康         | 新華社端午節合作曲                                         |
| 2023-07-14 | 一個人           |                                                            |
| 2023-09-28 | 春葉初生         | 網劇《蘭閨喜事》片尾曲                                     |
| 2023-10-20 | 小世界           | 電影《洋子的困惑》推廣曲                                   |
| 2023-11-13 | 幸福街           | “理想之城常旅客”特別企劃——重慶                             |
| 2024-01-05 | 豐登             | ft.金志文 最美中軸線第三季合作歌曲                         |
| 2024-01-25 | 愛不落幕         | ft.吳映香 Everytime官方中文版                              |
| 2024-01-31 | 你一定要去好地方 | 于“超進化”演唱會寧波站首唱                                 |
| 2024-02-23 | 如願             | ft.金志文、徐樂同 最美中軸線第三季合作歌曲                 |
| 2024-03-22 | 稳稳的幸福       | 致敬經典 Part.1 翻唱                                       |
| 2024-03-30 | 逆流             | 网易云音乐「春日滾燙」單曲企劃                             |
| 2024-03-31 | 身骑白马         | 翻唱                                                       |
| 2024-04-07 | 明天过后         | 致敬經典 Part.2 翻唱                                       |
| 2024-04-10 | 仙游记           | 电视剧《又见逍遥》片尾曲                                   |
| 2024-04-20 | 献苍生           |                                                            |
| 2024-08-11 | 超时空存在       | 20240825發佈MV                                             |
| 2024-10-24 | 想把我唱给你听   | 致敬經典 Part.3 翻唱 ft. 赖美云                            |
| 2024-10-24 | 一眼沧海         | 《探晴安》插曲                                             |
| 2024-12-07 | 不羡             | 《九重紫》插曲                                             |
| 2024-12-10 | Lydia            | 致敬經典 Part.4 翻唱                                       |
| 2024-12-19 | 風吹西灣         | 澳門回歸25週年情懷曲                                       |
| 2024-12-31 | 手持明月         | 《大奉打更人》插曲                                         |
| 2025-01-24 | 說不出的想念     |                                                            |
| 2025-02-26 | 沉香             | 電視劇《愛你》OST                                          |
| 2025-04-28 | 燦爛的你         | ft.符龍飛                                                  |
| 2025-07-14 | 討好             | ft.徐樂同                                                  |
| 2025-07-15 | 鏡中的自己       | 音樂劇《光影少年》唱段                                     |

## 演出活動

### 個人演唱會
| 名稱                           | 城市 | 日期       | 場館                         | 曲目 |
| 伯遠2023“超進化”全國巡迴演唱會 | 寧波 | 2023-12-09 | 寧波奧體中心綜合館           | 曲目列表 - 01 超進化 - 02 幸福街 - 03 照亮自己 - 04 同頻 - 05 一個人 - 06 彩虹一話 - 07 橘子罐頭 - 08 深夜熱線 - 09 別關燈 - 10 秋天的第一杯奶茶 - 11 廢墟之下（嘉賓：魏巡） - 12 非同尋常（嘉賓：陸毅） - 13 敬自己不為誰（ft. 陸毅、魏巡） - 14 超越極限的少年 - 15 肆意生長 - 16 夏日無限 - 17 小世界 - 18 你一定要去好地方 |
| 伯遠2023“超進化”全國巡迴演唱會 | 天津 | 2023-12-16 | 天津大麥66 LIVE HOUSE        | 曲目列表 - 01 超進化 - 02 幸福街 - 03 照亮自己 - 04 同頻 - 05 一個人 - 06 彩虹一話 - 07 不是告別 - 08 橘子罐頭 - 09 啊咿呀 - 10 別關燈 - 11 海闊天空 - 12 秋天的第一杯奶茶 - 13 超越極限的少年 - 14 肆意生長 - 15 夏日無限 - 16 特別的花 - 17 小世界 - 18 你一定要去好地方                                                     |
| 伯遠2023“超進化”全國巡迴演唱會 | 青島 | 2023-12-23 | 青島鳳凰之聲大劇院（演藝廳） | 曲目列表 - 01 超進化 - 02 幸福街 - 03 照亮自己 - 04 春叶初生 - 05 一個人 - 06 彩虹一話 - 07 不是告別 - 08 橘子罐頭 - 09 深夜热线 - 10 別關燈 - 11 海闊天空 - 12 秋天的第一杯奶茶 - 13 超越極限的少年 - 14 肆意生長 - 15 夏日無限 - 16 特別的花 - 17 小世界 - 18 你一定要去好地方                                               |
| 伯遠2023“超進化”全國巡迴演唱會 | 广州 | 2024-01-06 | 大麦66live house             | 曲目列表 - 01 超進化 - 02 幸福街 - 03 照亮自己 - 04 一個人 - 05 彩虹一話 - 06 橘子罐頭 - 07 啊咿呀 - 08 別關燈 - 09 秋天的第一杯奶茶 - 10 告白（嘉賓：陸毅） - 11 海闊天空（ft.陸毅） - 12 早班火車 - 13 超越極限的少年 - 14 肆意生長 - 15 夏日無限 - 16 特別的花 - 17 小世界 - 18 你一定要去好地方                            |
| 伯遠2023“超進化”全國巡迴演唱會 | 广州 | 2024-01-07 | 大麦66live house             | 曲目列表 - 01 超進化 - 02 幸福街 - 03 照亮自己 - 04 一個人 - 05 歲歲安康 - 06 彩虹一話 - 07 橘子罐頭 - 08 深夜熱線 - 09 別關燈 - 10 秋天的第一杯奶茶 - 11 海闊天空 - 12 早班火車 - 13 超越極限的少年 - 14 肆意生長 - 15 夏日無限 - 16 特別的花 - 17 小世界 - 18 你一定要去好地方                                               |
| 伯遠2023“超進化”全國巡迴演唱會 | 成都 | 2024-01-14 | 华熙大麦66live house         | 曲目列表 - 01 超進化 - 02 幸福街 - 03 照亮自己 - 04 一個人 - 05 歲歲安康 - 06 彩虹一話 - 07 橘子罐頭 - 08 深夜熱線 - 09 別關燈 - 10 秋天的第一杯奶茶 - 11 海闊天空 - 12 孤單告急 - 13 超越極限的少年 - 14 肆意生長 - 15 夏日無限 - 16 特別的花 - 17 小世界 - 18 你一定要去好地方                                               |

| 名稱                             | 城市 | 日期       | 場館                        | 曲目 |
| 伯遠2024“超越形態”全國巡迴演唱會 | 重慶 | 2024-05-25 | 重慶福樓SuperLive           | 曲目列表 - 01 超越極限的少年 - 02 踏（新歌首唱） - 03 戰勝心魔（原唱 BEYOND） - 04 肆意生長 - 05 夏日無限 - 06 秋天的第一杯奶茶 - 07 照亮自己 - 08 逆流 - 09 她 - 10 你一定要去好地方 - 11 獻蒼生 - 12 咒文（原唱 東方神起） - 13 浪人情歌（原唱 伍佰） - 14 別說對不起（原唱 SHE） - 15 真愛（原唱 183club） - 16 三國戀（原唱 Tank） - 17 愛不落幕 - 18 愛很簡單（原唱 陶喆） - 19 求愛復刻版（原唱 可米小子） - 20 她來聽我的演唱會（原唱 張學友） - 21 仙遊記 - 22 幸福街 - 23 橘子罐頭 - 24 超進化            |
| 伯遠2024“超越形態”全國巡迴演唱會 | 長沙 | 2024-06-15 | 長沙 達豐空間               | 曲目列表 - 01 超越極限的少年 - 02 踏 - 03 戰勝心魔（原唱 BEYOND） - 04 肆意生長 - 05 夏日無限 - 06 秋天的第一杯奶茶 - 07 遇見和告別 - 08 逆流 - 09 她 - 10 你一定要去好地方 - 11 獻蒼生 - 12 咒文（原唱 東方神起） - 13 早班火車（原唱 BEYOND） - 14 Hotel California（原唱 Eagles） - 15 別說對不起（原唱 SHE） - 16 三國戀（原唱 Tank） - 17 愛不落幕 - 18 求愛復刻版（原唱 可米小子） - 19 月亮代表誰的心（原唱 陶喆） - 20 她來聽我的演唱會（原唱 張學友） - 21 仙遊記 - 22 啊咿呀 - 23 橘子罐頭 - 24 超進化   |
| 伯遠2024“超越形態”全國巡迴演唱會 | 廈門 | 2024-07-06 | 星巢WOKESHOW                | 曲目列表 - 01 超越極限的少年 - 02 踏 - 03 戰勝心魔（原唱 BEYOND） - 04 肆意生長 - 05 夏日無限 - 06 秋天的第一杯奶茶 - 07 遇見和告別 - 08 逆流 - 09 她 - 10 你一定要去好地方 - 11 獻蒼生 - 12 咒文（原唱 東方神起） - 13 海闊天空（原唱 BEYOND） - 14 Hotel California（原唱 Eagles） - 15 四百龍銀（原唱 張宇） - 16 三國戀（原唱 Tank） - 17 愛不落幕 - 18 求愛復刻版（原唱 可米小子） - 19 祝福（原唱 張學友） - 20 她來聽我的演唱會（原唱 張學友） - 21 仙遊記 - 22 深夜熱線 - 23 橘子罐頭 - 24 超進化          |
| 伯遠2024“超越形態”全國巡迴演唱會 | 深圳 | 2024-08-03 | SoFun Live                  | 曲目列表 - 01 超越極限的少年 - 02 踏 - 03 戰勝心魔（原唱 BEYOND） - 04 肆意生長 - 05 夏日無限 - 06 秋天的第一杯奶茶 - 07 遇見和告別 - 08 逆流 - 09 她 - 10 你一定要去好地方 - 11 獻蒼生 - 12 咒文（原唱 東方神起） - 13 海闊天空（原唱 BEYOND） - 14 遙望（原唱 BEYOND） - 15 農民（原唱 BEYOND） - 16 大地（原唱 BEYOND） - 17 愛不落幕 - 18 早班火車（原唱 BEYOND） - 19 Hotel California（原唱 Eagles） - 20 假如真的再有約會（原唱 蔣嘉瑩） - 21 仙遊記 - 22 逝去日子（原唱 BEYOND） - 23 橘子罐頭 - 24 超進化 |
| 伯遠2024“超越形態”全國巡迴演唱會 | 武汉 | 2024-08-31 | 不晚InTime Live（漢陽造店） | 曲目列表 - 01 超越極限的少年 - 02 踏 - 03 戰勝心魔（原唱 BEYOND） - 04 肆意生長 - 05 夏日無限 - 06 秋天的第一杯奶茶 - 07 遇見和告別 - 08 逆流 - 09 你一定要去好地方 - 10 她 - 11 獻蒼生 - 12 咒文（原唱 東方神起） - 13 三國戀（原唱 Tank） - 14 大地（原唱 BEYOND） - 15 祝福（原唱 張學友） - 16 海闊天空（原唱 BEYOND） - 17 發光的海 - 18 那麼驕傲（原唱 金海心） - 19 給我你的愛（原唱 Tank） - 20 愛很簡單（原唱 陶喆） - 21 仙遊記 - 22 逝去日子（原唱 BEYOND） - 23 橘子罐頭 - 24 超進化                   |
| 伯遠2024“超越形態”全國巡迴演唱會 | 上海 | 2024-09-21 | 蜚聲LiveHouse               | 曲目列表 - 01 超越極限的少年 - 02 踏 - 03 戰勝心魔（原唱 BEYOND） - 04 肆意生長 - 05 夏日無限 - 06 秋天的第一杯奶茶 - 07 遇見和告別 - 08 逆流 - 09 你一定要去好地方 - 10 她 - 11 獻蒼生 - 12 安可王（嘉賓：王耀慶） - 13 愛的鋼琴手（ft.王耀慶） - 14 啊咿呀 - 15 早班火車（原唱 BEYOND） - 16 咒文（原唱 東方神起） - 17 發光的海 - 18 那麼驕傲（原唱 金海心） - 19 保護色（原唱 蘇亦承） - 20 愛很簡單（原唱 陶喆） - 21 仙遊記 - 22 超進化 - 23 橘子罐頭 - 24 超時空存在                                        |
| 伯遠2024“超越形態”全國巡迴演唱會 | 南京 | 2024-11-09 | 稻香演藝中心                | 曲目列表 - 01 超越極限的少年 - 02 踏 - 03 戰勝心魔（原唱 BEYOND） - 04 肆意生長 - 05 夏日無限 - 06 秋天的第一杯奶茶 - 07 遇見和告別 - 08 逆流 - 09 你一定要去好地方 - 10 她 - 11 獻蒼生 - 12 咒文（原唱 東方神起） - 13 深夜熱線 - 14 下沙 （原唱 游鴻明） - 15 祝福（原唱 張學友） - 16 三國戀（原唱 Tank） - 17 發光的海 - 18 那麼驕傲（原唱 金海心） - 19 看得最遠的地方（原唱 張韶涵） - 20 她來聽我的演唱會（原唱 張學友） - 21 仙遊記 - 22 超進化 - 23 橘子罐頭 - 24 超時空存在                              |
| 伯遠2024“超越形態”全國巡迴演唱會 | 北京 | 2024-12-07 | 本土王牌LIVE                | 曲目列表 - 01 超越極限的少年 - 02 踏 - 03 戰勝心魔（原唱 BEYOND） - 04 肆意生長 - 05 夏日無限 - 06 秋天的第一杯奶茶 - 07 遇見和告別 - 08 逆流 - 09 你一定要去好地方 - 10 她 - 11 獻蒼生 - 12 又是雨天（嘉賓 徐子未） - 13 Lydia（ft.徐子未） - 14 早班火車 （原唱 BEYOND） - 15 Hotel California（原唱 Eagles） - 16 咒文（原唱 東方神起） - 17 一眼滄海 - 18 那麼驕傲（原唱 金海心） - 19 看得最遠的地方（原唱 張韶涵） - 20 求愛復刻版（原唱 可米小子） - 21 仙遊記 - 22 超進化 - 23 橘子罐頭 - 24 超時空存在    |
| 伯遠2024“超越形態”全國巡迴演唱會 | 北京 | 2024-12-08 | 本土王牌LIVE                | 曲目列表 - 01 超越極限的少年 - 02 踏 - 03 戰勝心魔（原唱 BEYOND） - 04 肆意生長 - 05 夏日無限 - 06 秋天的第一杯奶茶 - 07 遇見和告別 - 08 逆流 - 09 你一定要去好地方 - 10 她 - 11 獻蒼生 - 12 咒文（原唱 東方神起） - 13 深夜熱線 - 14 下沙 （原唱 游鴻明） - 15 海闊天空（原唱 BEYOND） - 16 Lydia（原唱 F.I.R.） - 17 那麼驕傲（原唱 金海心） - 18 看得最遠的地方（原唱 張韶涵） - 19 愛很簡單（原唱 陶喆） - 20 仙遊記 - 21 不是告別 - 22 逝去日子（原唱 BEYOND） - 23 橘子罐頭 - 24 超進化                      |

| 其他專場演出                  | 城市 | 日期       | 場館                 | 曲目 |
| 「三聲」生日見面會&新歌分享會 | 貴陽 | 2025-02-15 | 貴陽飯店國際會議中心 | 曲目列表 - 01 踏 - 02 風吹西灣 - 03 讓故事寫成我們 - 04 她 - 05 你一定要去好地方 - 06 說不出的想念 - 07 遇見和告別 - 08 手持明月 - 09 Lydia（原唱 F.I.R.） - 10 鏡中的自己 - 11 一眼滄海 - 12 嗒！ - 13 一個人 - 14 真的愛你（原唱 BEYOND） - 15 照亮自己 |

### 晚會/歌會
| 名稱                                 | 平台                      | 日期       | 表演曲目                                      |
| 《Z視介啟動飆歌會》                  | Z視介 浙江衛視            | 2023-04-18 | 肆意生長 致你（合唱）                         |
| 《第20屆半夏的紀念大學生影像展晚會》 | 微博 中國傳媒大學APP      | 2023-06-06 | 肆意生長                                      |
| 浙江衛視x抖音《愛有回響》主題晚會    | 抖音                      | 2023-06-16 | 老男孩、父親（合唱）                          |
| 一路有你2023-2024浙江衛視跨年晚會    | 浙江衛視 Z視介            | 2023-12-31 | 癡心絕對、陽光男孩陽光女孩（合唱）            |
| 小芒年禮節                           | 芒果TV、小芒              | 2024-01-18 | 點睛、過年的歌（合唱）                        |
| 2024網絡視聽盛典                     | 視聽中國等多平台          | 2024-02-03 | 山河圖（合唱）                                |
| 福氣超人-2024福建新春超有福氣夜      | 東南衛視                  | 2024-02-08 | 再出發（合唱）                                |
| YOUNG在春晚                          | 央視頻                    | 2024-02-09 | 超進化                                        |
| 湖南衛視元宵喜樂會                   | 湖南衛視、芒果TV          | 2024-02-24 | 開工醒神操（合唱）                            |
| 2024QQ音樂巔峰盛典                   | QQ音樂                    | 2024-03-31 | 紅毯主持 身騎白馬、橘子罐頭、超進化           |
| 京東618開心夜                        | 湖南衛視、芒果TV、京東APP | 2024-06-17 | 頭髮濕的、找自己（合唱）                      |
| 抖音沙漠之夜                         | 抖音                      | 2024-08-08 | 肆意生長、你一定要去好地方 若月亮沒來（合唱） |
| 鵲夢千年七夕歌會                     | 北京衛視、抖音            | 2024-08-10 | 因為愛情（合唱）                              |
| 第31屆東方風雲榜音樂盛典             | 東方衛視                  | 2024-08-26 | 「超時空存在」新歌首秀，獲得「最佳唱跳歌手」  |
| 騰訊星光大賞minilive                 | 騰訊視頻                  | 2025-01-04 | 超進化、不羨、手持明月                        |
| 湖南衛視小年夜春晚                   | 湖南衛視、芒果TV          | 2025-01-23 | 春·禧（合唱）                                 |
| 2024經典之夜年度盛典                 | CCTV-4、央視頻            | 2025-01-23 | 少林少林（合唱）                              |
| 金蛇起舞·中國年味                    | CCTV-1                    | 2025-01-28 | 一路生花（合唱）                              |
| 長江之戀 2025湖北衛視春節聯歡晚會    | 湖北衛視                  | 2025-01-29 | 如願、這裡的春天最美麗(合唱)                  |
| 2025QQ音樂超級巔峰之夜               | QQ音樂、全民K歌           | 2025-03-08 | 不羨 陽光男孩 陽光女孩、我的未來式(合唱)      |
| 央視五一晚會                         | CCTV-1                    | 2025-05-01 | 燦爛的你(合唱)                                |
| 青春讚歌-2025五四青年節特別節目      | CCTV-1、CCTV-3等          | 2025-05-04 |                                               |
| 第四屆湖南旅遊發展大會開幕式         | 湖南衛視、芒果TV          | 2025-05-25 | 龍吟（合唱）                                  |

### 音樂節/音樂會
| 名稱                                  | 城市   | 日期       | 表演曲目                                                                     |
| 天賜非凡暖心歌会                      | 上饶   | 2023-04-28 | 秋天的第一杯奶茶、彩虹一话 笑吧（合唱）                                      |
| “天賜的聲音”露營音樂會                | 青島   | 2023-05-31 | 孤單告急、夏日無限 找不到一首適合我的情歌（合唱）                            |
| 麥田音樂節                            | 杭州   | 2023-06-06 | 秋天的第一杯奶茶 Find Myself（合唱）                                         |
| NEXT SINGER 2023 全國校園音樂大賽     | 成都   | 2023-06-24 | 超越極限的少年、不是告別、肆意生長                                           |
| NEXT SINGER 2023 全國校園音樂大賽     | 廣州   | 2023-07-02 | 超越極限的少年、不是告別、肆意生長                                           |
| NEXT SINGER 2023 全國校園音樂大賽     | 北京   | 2023-07-08 | 不是告別、肆意生長                                                           |
| 快手鄉村超級碗                        | 肇興   | 2023-10-14 | 秋天的第一杯奶茶                                                             |
| 「讓情緒發聲」校園公益音樂會          | 成都   | 2023-10-20 | 一個人                                                                       |
| 上海大學生十大歌手歡唱大會            | 上海   | 2023-11-23 | 幸福街                                                                       |
| 遙望X27說唱之夜演唱會                 | 杭州   | 2023-12-25 | 超進化、橘子罐頭、夏日無限                                                   |
| 抖音城市音樂嘉年華                    | 廣州   | 2023-01-27 | 超進化、橘子罐頭、照亮自己、你一定要去好地方、秋天的第一杯奶茶               |
| 很高興音樂會                          | 江門   | 2024-04-09 | 愛不落幕、橘子罐頭                                                           |
| 元氣森林音樂節                        | 廈門   | 2024-05-01 | 獻蒼生、愛不落幕、她、逆流、仙遊記                                           |
| 抖音戶外生活季 抱抱一夏主題歌會       | 福州   | 2024-05-03 | 照亮自己、超進化 愛不落幕、落在生命裡的光（合唱）                            |
| 滴水湖青春歌會                        | 上海   | 2024-05-18 | 超進化、逆流、仙遊記                                                         |
| 中國人民大學2024夏日歌會              | 北京   | 2024-06-21 | 肆意生長、遇見與告別、愛不落幕、夏日無限、超進化                             |
| 抖音 美好現場 街頭音樂節              | 上海   | 2024-07-15 | 肆意生長、夏日無限、遇見與告別、橘子罐頭、超進化                             |
| DAC苍龙破穹国潮动漫嘉年华             | 天津   | 2024-07-20 | 超進化、獻蒼生、愛不落幕、她、逆流、仙遊記、橘子罐頭                         |
| 金賓嗨棒嘉年华                        | 北京   | 2024-07-27 | 身騎白馬（金賓版）                                                           |
| 小小麦漾亲子嘉年华                    | 湖州   | 2024-10-07 | 超進化、幸福街、小世界、特別的花、秋天的第一杯奶茶、同頻、不是告別           |
| 不止奇跡音樂節                        | 太原   | 2024-10-20 | 超越極限的少年、踏、戰勝心魔、她、獻蒼生、超進化、超時空存在                 |
| 你好音樂人抖音演唱會                  | 長白山 | 2024-11-29 | 夏日無限、一眼滄海、踏                                                       |
| 抖音生活火鍋季                        | 重慶   | 2024-12-20 | 超越極限的少年、踏、超進化、一眼滄海、不羨、超時空存在                       |
| “唱出你的歌”上海市民K歌大賽           | 上海   | 2024-12-28 | 踏（表演嘉賓）                                                               |
| QQ音樂 超級巔峰之夜 Music for Passion | 成都   | 2025-03-08 | 不羡 我的未来式、阳光男孩阳光女孩（合唱）                                    |
| 音乐航班高校行                        | 成都   | 2025-03-27 | 踏、手持明月、不羡                                                           |
| QQ音樂巅峰音乐节                      | 贵阳   | 2025-04-19 | 手持明月、风吹西湾、肆意生长、不羡、踏、秋天的第一杯奶茶、超进化、超时空存在 |
| 北纬30°浪潮音乐节                     | 宁波   | 2025-05-17 | 超进化、踏、手持明月、沉香、不羡、Lydia、风吹西湾、超时空存在                |
| 氧气BAOBAO音乐节                      | 嵊州   | 2025-06-01 | 夏日无限、肆意生长、超进化、风吹西湾、秋天的第一杯奶茶、超越极限的少年、不羡 |
| 抖音校園行-廈門大學站                 | 廈門   | 2025-07-11 | 夏日无限、肆意生长、超进化、风吹西湾、秋天的第一杯奶茶、超越极限的少年、不羡 |
| JUMP Park音樂嘉年華                   | 青島   | 2025-08-16 |                                                                              |

### 同頻樂園/唱遊記
同頻樂園是伯遠發起的線下演出與線上直播同步進行的音樂live表演，首站從上海出發，于2024年9月30日南京站改名為“伯遠唱遊記”。每站邀請愛唱歌、會唱歌的朋友們用音樂治愈生活，以歌聲聯結你我。
| 日期       | 地點                        | 主題                      | 嘉賓                                                                     |
| 2024-05-04 | 上海星月環球港 世界港口小鎮 |                           | 蔡淇、大牛、韓美娟、好平靜、王宇宙、余澈、章魚妹                         |
| 2024-05-05 | 上海星月環球港 世界港口小鎮 |                           | 王耀慶、陳楷、大牛、韓美娟、好平靜、皓瑞啊、王靖雯、葉炫清、章魚妹、張澤 |
| 2024-05-14 | 杭州臨平 遙望X27主題公園    | 夏日音樂專場              | 不算太老男人樂隊、魏巡                                                   |
| 2024-05-20 | 杭州臨平 遙望X27主題公園    | 520，要Love也要Live       | 陳泫孝、何屹繁、梁玉瑩、葉子淳                                           |
| 2024-05-30 | 杭州臨平 遙望X27主題公園    |                           |                                                                          |
| 2024-05-31 | 杭州臨平 遙望X27主題公園    | 歌手請准備                | 李鑫一、余超穎、尹毓恪、趙磊                                             |
| 2024-06-20 | 杭州 天空·藤集              | 千禧年歌會                | 陳梓童、伍嘉成、許天奇                                                   |
| 2024-07-18 | 杭州 湖濱88                 | 千禧歌會 文旅音樂直播首站 |                                                                          |
| 2024-09-30 | 南京 鼓樓區宜悅里           |                           | 袁詠琳、聖代                                                             |

## 综艺节目

### 個人活動時期
| 節目名稱                   | 參與期數     | 播出日期                               | 播放平台           | 其他                                                      |
| 《食萬八千裡2》            | 1-6, 9-10期  | 20230603-20230805                      | 浙江衛視、百視TV   | 实景推理美食探秘真人秀                                    |
| 《極限挑戰9》              | 第6期        | 20230521                               | 東方衛視           | 飛行嘉賓                                                  |
| 《种地吧》                 | 第30，48期   | 20230520，20230722                     | 愛奇藝             | 飛行嘉賓                                                  |
| 《奇妙練歌房》             | 1-6期        | 20230428-20230602                      | Z視介              | 音樂知識互動挑戰綜藝                                      |
| 《天賜的聲音 (第四季)》    | 1-6期        | 20230428-20230602                      | Z視介、浙江衛視 等 | 伯遠個人首個音樂綜藝                                      |
| 《披荆斩棘 (第三季)》      | 1-12         | 20230818-20231110                      | 芒果TV             | 音樂競演綜藝                                              |
| 《向山海出發》             | 1-3,6-10期   | 20230826-20231111                      | 浙江衛視、Z視介    | 戶外自駕旅行紀實綜藝                                      |
| 《團建不打烊》             | 1-2, 11-12期 | 20230826，20230830, 20231101, 20231108 | 芒果TV             | 披荆斩棘3衍生節目                                         |
| 《披荊斬棘3 公演Reaction》 | 第1-2期      | 20230909，20230923                     | 芒果TV             | 披荆斩棘3衍生節目                                         |
| 《一小時經紀人》           | 第9期        | 20230913                               | 芒果TV             |                                                           |
| 《非來不可》               | 第7-8期      | 20231110, 20231117                     | 江蘇衛視           | 人文旅行综艺                                              |
| 《一起！出發吧》           | 第4-6期      | 20231214-20231228                      | 芒果TV、旅遊衛視   | 沉浸式旅行遊樂真人秀                                      |
| 《最美中轴线 (第三季)》    | 第3，9，10期 | 20240105，20240223，20240301           | 北京衛視           | 文化原创音乐竞演真人秀                                    |
| 《加康加年味》第2季        | 第1期        | 20240120                               | 浙江衛視           | 浙江衛視熱播綜藝卡司節令聚會美食節目                      |
| 《中國中醫藥大會》         | 第1期        | 20240121                               | CCTV               | 演唱歌曲《經方謠》                                        |
| 《集結吧！網晚開新局》     |              | 20240202                               | CCTV               | 總台2024網絡春晚小年夜特別節目                            |
| 《全員加速中·對戰季》      | 第3-4期      | 20240301-20240308                      | 湖南衛視           | 实境生存挑战真人秀                                        |
| 《一路長大》               | 第1-2期      | 20240411-20240419                      | 騰訊視頻           | 亲子户外生活观察真人秀                                    |
| 《翻滾吧！音浪！》         | 第3-4期      | 20240518-20240525                      | 湖北衛視、芒果TV   | 大學生音樂遊學節目                                        |
| 《閃光的夏天》             | 第1-2，5-9期 | 20240629-20240713, 20240802-20240830   | 浙江衛視、Z視介    | 户外音乐节综艺 衍生節目0812《奇妙挑戰》0823《見習PD手記》 |
| 《朋友請吃飯·燒烤季》      | 第7-8期      | 20240723-20240730                      | 騰訊視頻           | 城市美食探索综艺                                          |
| 《光陰裡的歌》             |              | 20240808，20240824                     | CCTV               |                                                           |
| 《超新星運動會第5季》      | 第1-3期      | 20240813-20240827                      | 騰訊視頻、極光TV   |                                                           |
| 《我們帶頭衝衝衝》         | 第8期        | 20240817                               | 芒果TV             |                                                           |
| 《我家那閨女2024》         | 第9期        | 20240827                               | 芒果TV             | 飛行嘉賓                                                  |
| 《下一戰歌手》             | 第4-12期     | 20240920-20241122                      | 湖南衛視、芒果TV   | 全开麦直播音乐竞演节目                                    |
| 《向山海出發 青春篇》      | 第1-3, 5-7期 | 20241012-20241123                      | 浙江衛視、Z視介    | 戶外生活方式探索真人秀                                    |
| 《我家那小子》             | 第1期        | 20241207                               | 芒果TV             | 飛行嘉賓                                                  |
| 《開門迎春晚》             | 第7期        | 20250105                               | CCTV-3             |                                                           |
| 《加康加年味3》            | 第4期        | 20250125                               | 浙江衛視、Z視介    |                                                           |
| 《芒著接五福》             | 第6期        | 20250203                               | 湖南衛視           | 湖南衛視春晚幕後採訪                                      |
| 《美美與共·和美之聲》      |              | 20250215                               | CCTV               | 表演歌曲《超時空存在》、《推開世界的門》                  |
| 《DJ的探班日記》           |              | 20250228                               | 東方衛視           | 2025新歌分享會後台採訪                                    |
| 哈哈沒煩惱                 | 第1期、第7期 | 20250514、20250625                     | 芒果TV             | 實驗型喜劇解壓綜藝                                        |
| 燃少訓練營·春季戰          |              | 20250517                               | 微博、bilibili     |                                                           |
| 大使的寶藏家宴 第二季      | 第2期        | 20250607                               | 北京衛視           |                                                           |
| 出發吧唱遊團               |              | 20250720-                              | 騰訊視頻           |                                                           |

| 期數  | 合作歌手    | 演唱歌曲       |
| 第1期 | 輪空        | 輪空           |
| 第2期 | GAI周延     | 人生何處不相逢 |
| 第3期 | 希林娜依·高 | 起風了         |
| 第4期 | 張碧晨      | 熱愛105°C的你  |
| 第5期 | 姚琛        | 離開地球表面   |
| 第6期 | 胡彥斌      | 往事隨風       |

| 公演   | 表演曲目           | 原唱           | 合作者                         | 火力值 （排名） | 个人喜爱度（排名） |
| 初舞台 | 《表白》           | 萧亚轩         | 罗杰夫 馬伯騫                  | 892（3）        | 125 (8)            |
| 一公   | 《飄移》           | 周杰倫         | 蘇見信 王耀慶 張棟樑 魏哲鳴    | 836（3）        | 106 (11)           |
| 二公   | 《破繭》           | 張韶涵         | 胡彥斌 魏巡                    | 828（2）        | 99 (13)            |
| 三公   | 《像我這樣的人》   | 毛不易         | 陸毅 關智斌 胡彥斌 魏巡        | 1733（2）       | 140 (6)            |
| 三公   | 《Moonlight》      | 潘瑋柏 袁婭維  | 王耀慶 羅傑夫                  | 1733（2）       | 140 (6)            |
| 四公   | 《我要你的愛》     | 葛蘭           | 陸毅 關智斌 俞灝明 馬伯騫      | 861（2）        | 142 (7)            |
| 四公   | 《東海老人》       | 裁縫鋪         | 林志穎 陸毅 胡彥斌 魏巡        | 825（5）        | 142 (7)            |
| 五公   | 《漂洋過海來看你》 | 金智娟         | 陸毅 關智斌 胡彥斌             | 893 (2)         | 131 (10)           |
| 總決賽 | 《bad boy》        | 張惠妹         | 林志穎 關智斌 唐禹哲           | 902 (2)         | 145 (9)            |
| 總決賽 | 《敬自己不為誰》   | 胡彥斌 GAI周延 | 陸毅 關智斌 胡彥斌 唐禹哲 彈殼 | 937 (1)         | 145 (9)            |

| 赛段     | 期数               | 曲目             | 原唱           | 竞演结果                        |
| 第一赛段 | 第四期             | 饿狼传说         | 张学友         | 加权前支持率本场第一 未出线     |
| 第二赛段 | 下一战音乐会 第1期 | 超进化           | 伯远           | 总分全场第一 晋级下一周正式舞台 |
| 第二赛段 | 第六期             | MAMA             | EXO            | 成功出线                        |
| 第二赛段 | 下一战音乐会 第2期 | 踏               | 伯远           | 表演秀 不参与竞演               |
| 第二赛段 | 第七期             | 刀劍如夢         | 周華健         | 成功出线                        |
| 第二赛段 | 第八期             | Lydia (合唱）    | F.I.R.         | 成功出线                        |
| 第二赛段 | 第九期             | Bye Bye Bye      | *NSYNC         | 新聲歌手得分本场第一 成功出线   |
| 第三赛段 | 第十期             | U                | Super Junior-M | 新聲歌手得分本场第一 成功出线   |
| 第三赛段 | 第十一期           | Counting Stars   | OneRepublic    | 成功出线 晉級總決賽             |
| 第三赛段 | 第十二期           | 自由自在（合唱） | 鳳凰傳奇       | 總成績第三名                    |
| 第三赛段 | 第十二期           | Everybody        | Backstreet Boy | 總成績第三名                    |

*註：伯遠在《下一戰音樂會》第3、4、5期中擔任串講人，不參與競演

### 團體活動時期
| 節目名稱                | 參與期數 | 播出日期                      | 播放平台                | 其他 |
| 《全球中文音樂榜上榜》  |          | 20230401                      | CCTV音樂頻道            | 表演歌曲：《彩虹一話》、《肆意生長》 |
| 《百分百開麥》          | 3        | 20230105                      | 東南衛視、芒果TV        | 表演歌曲：《超越極限的少年》 |
| 《朝陽打歌中心》        | 7        | 20221230，20230106            | 優酷                    | 表演歌曲：《超越極限的少年》 |
| 《開門大吉》            |          | 20221003, 20221218， 20221229 | CCTV-3                  | 表演歌曲：《黃種人》、《第一次》、《看得最遠的地方》                                                                                        |
| 《開新炙造夜》          |          | 20220909                      | 央視網                  | 直播，表演歌曲：《彩虹一話》、《向上的光》（合唱）。                                                                                        |
| 《了不起的歌》          |          | 20220810                      | CCTV-3                  | 表演歌曲：《伤心太平洋》 |
| 《星空万里》            | 全8期    | 20220809-20220927             | 新浪微博、bilibili      | INTO1團綜 |
| 《食萬八千里》          | 全8期    | 20220805-20220930             | 浙江衛視、愛奇藝 百視TV | 第一檔個人常駐綜藝 每週五22:00 (UTC+8) 首播                                                                                                 |
| 《最好的舞台》          | 全3期    | 20220721-20220723             | 百視TV                  | 現場直播演唱會 solo表演歌曲：《特別的花》、《一路生花》、《冒險計劃》。 合作表演曲目：《馳Timelapse》、《世界上的另一個我》、《星河萬里》。 |
| 《戰至巔峰》            | 1-5      | 20220611-20220709             | 騰訊視頻                | 相關衍生節目：《訓練日記》 |
| 《ONE象更新》           | 全集     | 20220311-20220603             | 新浪微博、bilibili      | INTO1團綜 |
| 《運動者聯濛》          | 11， 13  | 20220215, 20220517            | 北京衛視、咪咕視頻      | 奥运冠军王濛发起的全民体育竞技真人秀 |
| 《熱雪浪》              | 全集     | 20220127-20220213             | 騰訊視頻                | 相關衍生節目：《熱雪小浪》、《熱雪日誌》。                                                                                                  |
| 《打開INTO1的N种方式》  | 1-6, 8   | 20220114-20220304             | 騰訊視頻                | INTO1夏日vlog |
| 《奇遇·人間角落》       | 7        | 20211220                      | 騰訊視頻                | |
| 《超新星運動會 第四季》 | 全集     | 20211027-20211218             | 騰訊視頻                | |
| 《贏戰東京》            | 6        | 20210728                      | 騰訊視頻                | 由騰訊體育主辦的東京奧運會直播節目 |
| 《ONE事大吉》           | 全集     | 20210711-20210927             | 新浪微博、bilibili      | INTO1團綜 |
| 《ONE能頻道》           | 全集     | 20210708至今                  | 新浪微博、bilibili      | INTO1團綜 |
| 《未知周刊！INTO1！》   | 全集     | 20210503-20210705             | 新浪微博、bilibili      | INTO1團綜 |
| 《創造營2021》          | 全集     | 20210217-20210424             | 騰訊視頻                | 相關衍生節目：《大島日記》、《營人進入異次元會變成笨蛋嗎》                                                                                  |
| 《青春有你》            | 1-11     | 20190121-20190405             | 愛奇藝                  | |

## 外部連結
- 伯遠的新浪微博
- 伯遠的instagram
- 伯遠的Bilibili個人主頁
- 伯遠的抖音 （页面存档备份，存于）
- 伯遠的小紅書
- 伯遠的快手